# Guinaua

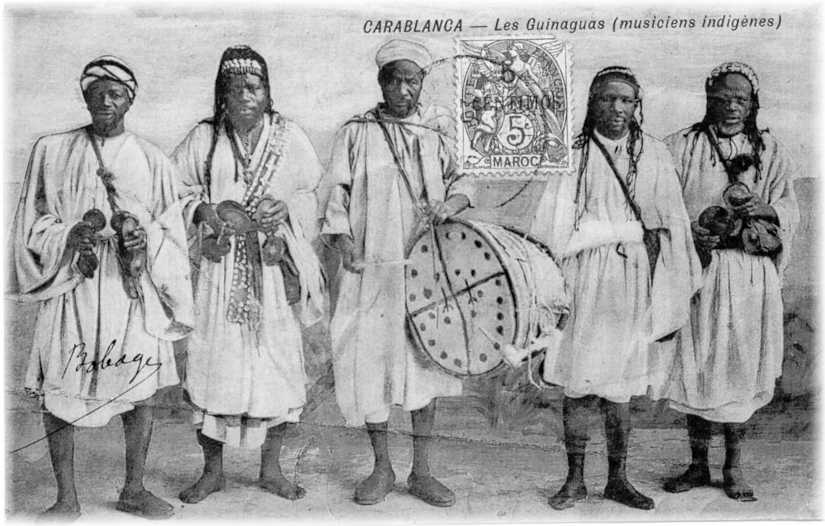
Postal de 1920 com um grupo guinauas

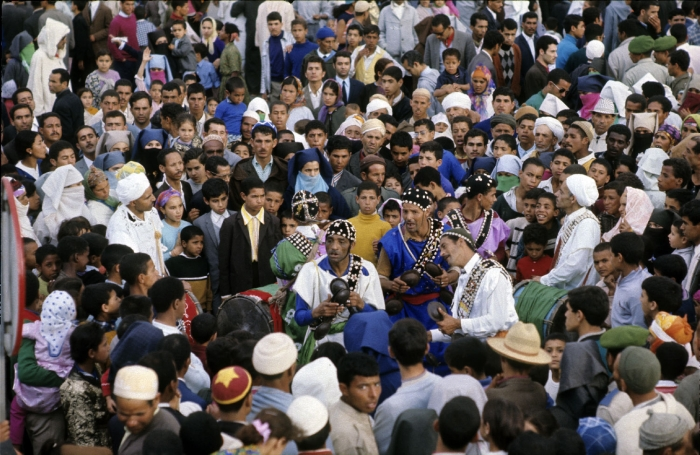
Músicos guinauas no meio da multidão durante um festival foclórico em Marrocos em 1970

Guinaua, gnaoua, gnawa,  ghanawi, gnawi ou guennaua (em árabe: قناوة) designam, em Marrocos e na Argélia em particular e no Magrebe em geral, os membros de uma série de confrarias místicas sufis muçulmanas que se caracterizam pela origem subsariana dos seus membros e pelo uso de cantos, danças e rituais sincréticos para atingir um estado de transe. A forma gnaoua ou gnawa é plural, sendo o singular gnaoui ou gnawi.
O termo aplica-se igualmente ao género musical de reminiscências subsaarianas praticado por aquelas confrarias ou por músicos que se inspiram nela. É um dos principais géneros do folclore de Marrocos.

## Etimologia
Há alguma controvérsia sobre a origem do termo. Embora muito difundida a teoria que ele provém da cidade e Império do Gana (atualmente Cumbi-Salé, na Mauritânia), alguns estudiosos rechaçam essa teoria com base em argumentos linguísticos e contrapõem que o termo tem a mesma origem de "Guiné", que por sua vez provém do termo ignawen (plural de ignaw), da língua berbere do Suz (sul de Marrocos), a qual significa "mudo".

## História
Uma lenda atribui ao sultão Amade Almançor Saadi a captura e transladação para Marrocos dos antepassados dos guinauas na sequência da conquista do Império Songai em 1591, mas é certo que o tráfico de escravos através do Saara existia já desde há séculos, e os guinauas têm diversas proveniências, como demonstra o vocabulário de origem subsaariano que conservam nos seus cantos.

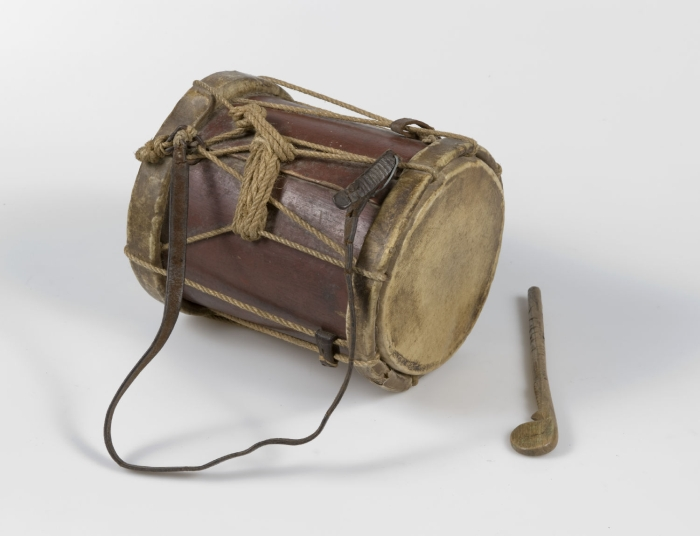
Tambor usado por músicos guinauas (gangua ou tabennguritt)

Os guinauas são arabófonos num país onde o árabe coexiste com várias línguas berberes. Segundo os próprios guinauas, até há algumas décadas existiam entre eles quem fosse capaz de falar a língua dos seus antepassados. Os seus cantos contêm um grande número de palavras e expressões que não são árabes. que foram identificadas pelos linguistas como pertencendo a diferentes línguas africanas, nomeadamente ao haúça. Entre estas palavras há algumas que fazem referência às etnias ou lugares de origem dos guinauas, como bambara (referindo-se a essa língua), hawsa (Hauçás), Tinbuktu (Tombuctu), madanika (mandingas), fulan (fulas), etc.
A palavra bambara, que por vezes usam como preferida para designar a língua dos seus antepassados, dá nome a um tipo de canto em particular, no qual a presença de palavras africanas é maior do que em canções doutros tipos.

## Rituais e música

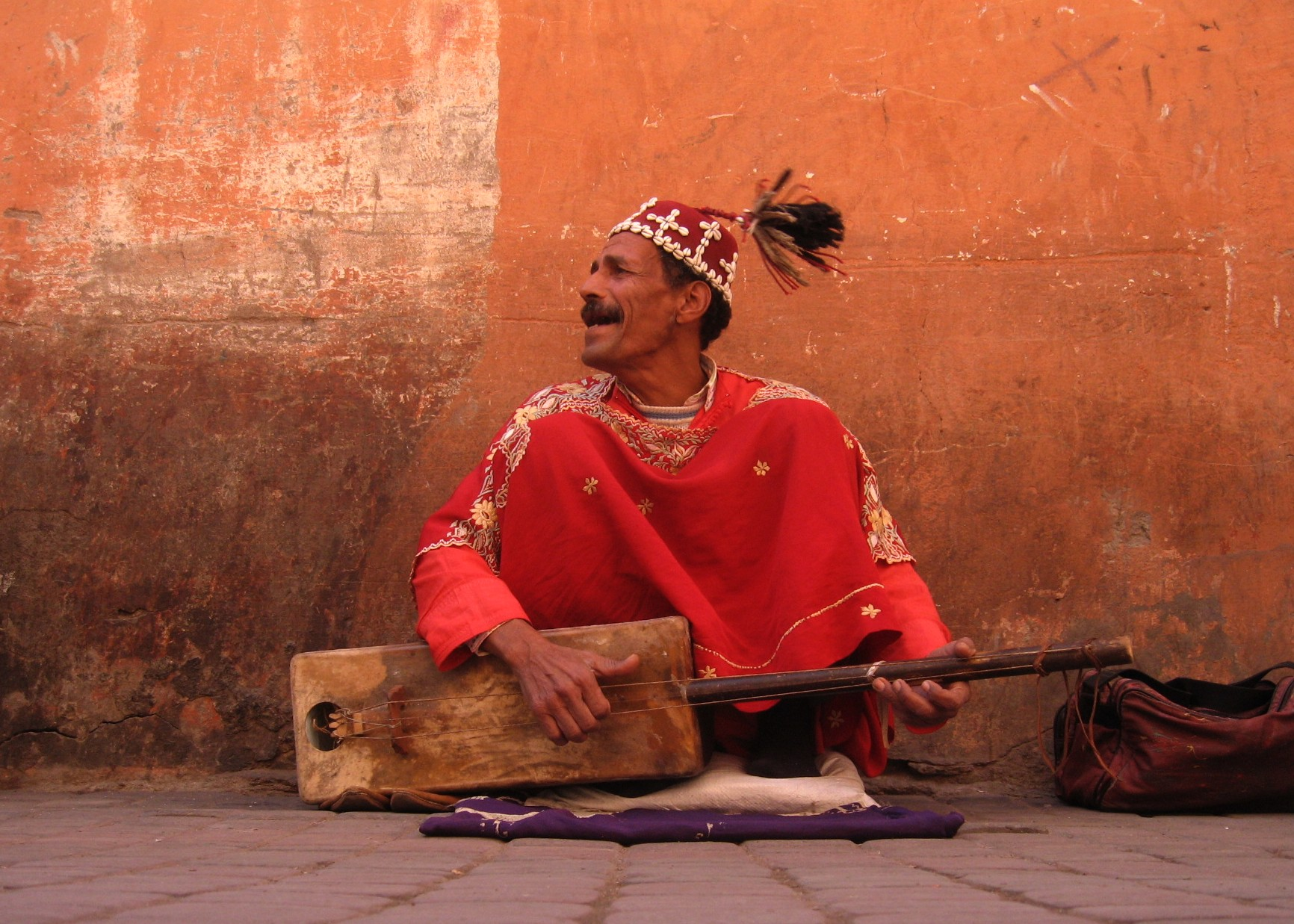
Músico tocador de guembri (um instrumento usado pelos guinauas) numa rua de Marraquexe

Os guinauas praticam o transe hipnótico por meio de música de raízes subsaarianas e danças que evocam os morabitos (santos protetores), que supostamente têm o poder de expulsar os demónios e curar certas doenças. Em Marrocos acredita-se que os guinauas são especialistas en sarar, graças a essa intercessão, as mordidelas de escorpião e, especialmente, os distúrbios mentais.
Os instrumentos usados são o guembri (ou sintir, um instrumento de três cordas e som de baixo, o tbel (ou tabl) ou tambor, tocado com um pau curvo e as qraqeb, uma espécie de crotales ou castanholas de metal. A música é muito rítmica e caracteriza-se por um canto dialogado em que uma voz principal realiza evocações e é respondida por um coro, sobre uma melodia simples de guembri acompanhada pelos instrumentos de percussão e palmas. As danças são igualmente muito rítmicas. Os participantes costumam mover a cabeça em círculos, um movimento que se contagia ao resto do corpo, dando então voltas sobre si mesmos, de modo semelhante à dança Sema dos dervixes rodopiantes, pondo-se de cócoras enquanto continuam a girar. É deste modo que chegam a entrar em transe.
Os guinauas atuam com um traje especial, cuja principal característica são os elementos decorativos à base de conchas.
A música guinaua internacionalizou-se graças a músicos ocidentais como Bill Laswell, Adam Rudolph ou Randy Weston, que a incluíram nas suas composições. Devido ao interesse exterior, a prdução musical dos guinauas contemplou reelaborações e fusões destinadas a um público mais amplo desde os anos 1990, já distantes do místico-religioso. Alguns dos artistas com mais fama internacional são, por exemplo, Hassan Hakmoun, ou o grupo franco-argelino Gnawa Diffusion. Na trilha do filme Cowboy Bebop: Knocking'on Heaven's Door, há duas canções em música guinaua, cantadas pelo artista Hassan Bohmide. 